# Elisawet Mistakidu
Elisawet „Elli” Mistakidu (gr. Ελισάβετ Μυστακίδου; ur. 14 sierpnia 1977 w Janitsy) – grecka zawodniczka taekwondo, wicemistrzyni olimpijska z Aten (2004), trzykrotna medalistka mistrzostw świata.
Dwukrotnie uczestniczyła w igrzyskach olimpijskich. W 2004 roku na igrzyskach w Atenach zdobyła srebrny medal olimpijski w kategorii do 67 kg. Na igrzyskach w Pekinie cztery lata później zajęła 11. miejsce w tej samej kategorii wagowej. 
W latach 1993–2003 zdobyła trzy brązowe medale mistrzostw świata, w latach 2000–2002 roku dwa medale mistrzostw Europy (złoty i srebrny), a w latach 2006–2008 dwa brązowe medale wojskowych mistrzostw świata.